# Химна Бразила
„Бразилску националну химну“ (порт. Hino Nacional Brasileiro) компоновао је Франсиско Мануел да Силва 1831. године и добила је најмање два сета незваничних текстова пре него што је декретом председника Епитасија Песоа из 1922. године химни дао дефинитиван, званични текст, од Хоаким Осорио Дуке-Естрада, након неколико измена у његовом предлогу, написаном 1909. године.

## Историја
Мелодију бразилске химне компоновао је Франсиско Мануел да Силва, а јавности је први пут представљена у априлу 1831. године. Дана 7. априла 1831, први бразилски цар, Педро I абдицирао је круну и неколико дана касније отишао у Европу, остављајући за собом тада петогодишњег цара Педра II.
Од проглашења независности Бразила 1822. до абдикације 1831. године, химна коју је компоновао лично Педро I, славећи независност земље (и која је сада и даље званична патриотска песма, Химна независности), коришћена је као национална химна. Непосредно након абдикације Педра I, химна коју је компоновао пала је на популарности.
Франциско Мануел да Силва је тада искористио ову прилику да представи своју композицију, а химна коју је написао први пут је јавно одсвирана 13. априла 1831. године. Истог дана, брод са бившим царем напустио је луку Рио де Жанеиро. Датум 13. априла сада се појављује у званичним календарима као Дан бразилске државне химне.
Иако током царског периода није донесен статут којим би се музичка композиција Франциска Мануела да Силве прогласила државном химном, није се сматрало да је било потребно формално доношење за усвајање националне химне. Сматрало се да је национална химна резултат праксе или традиције. Тако је до 1837. године, када се свирала на свим званичним свечаностима, композиција Франциска Мануела да Силве већ била бразилска национална химна.
Нови сет стихова је предложен 1841. године, у знак сећања на пунолетство и крунисање цара Педра II, и ти стихови, популарни али и сиромашни, убрзо напуштени, овога пута по наредби цара Педра II, који је прецизирао да се на јавним свечаностима химна свира без текста. Цар Педро II је наредио да се композиција Франциска Мануела да Силве, као национална химна Царства Бразила, свира, без текста, у свим приликама када се монарх представља у јавности, и на свечаностима војне или цивилне природе; композиција је такође свирана у иностранству на дипломатским догађајима у вези са Бразилом или када је био присутан бразилски цар.
Након Проглашења Републике 1889. године, нови владари су направили такмичење у избору нове химне, а на такмичењу је победила музика коју је компоновао Леополдо
Мигес, са текстом Madeiros e Albuequerque. Међутим, након протеста против усвајања предложене нове химне, шеф привремене владе Деодоро да Фонсека је композицију Франсиска Мануела да Силве озваничио као националну химну, док је композиција Мигеза проглашена за химну Проглашење Републике. Сам Деодоро је рекао да више воли стару химну него нову композицију. Декрет Привремене владе (Указ 171 из 1890) којим се потврђује музика Франциска Мануела да Силве, која је служила као национална химна Царства Бразила, као национална химна нове Републике, издата је 20. јануара 1890. године.
Дана 7. септембра 1922., тачно на дан стогодишњице независности, у Бразилу су почели радио-емисије, а прво емитовање било је извођење државне химне са новим текстовима, након чега је уследио говор председника Епитасија Песоа, прво радио обраћање бразилског председника.
Државна химна се према важећем Уставу Бразила, усвојеном 1988. године, сматра једним од четири национална симбола земље, заједно са заставом, грбом и националним печатом. Правне норме које су тренутно на снази у вези са државном химном садржане су у статуту усвојеном 1971. године (Закон 5.700 од 1. септембра 1971), који регулише националне симболе. Овај закон веома детаљно регулише форму државне химне и како и када се она свира.
Музику државне химне првобитно је требало да свирају симфонијски оркестри; за свирање химне од стране бендова, марш који је компоновао Антао Фернандес укључен је у инструментацију. Ова адаптација, која се дуго користила, озваничена је статутом из 1971. који регулише националне симболе. Исти статут је такође потврдио као званичну традиционалну вокалну адаптацију текста државне химне, у Ф-дуру, коју је компоновао Алберто Непомућено.
Химна се пева на званичном бразилском језику, португалском.

## Текст
Песма се састоји од две узастопне станце. Усвајање стихова који су садржали две станце 1922. је тако створило садашњу ситуацију да се музика химне свира два пута како би се омогућило певање обе строфе.
Бразилски закон прописује да музика треба да се одсвира само једном у инструменталном извођењу химне без вокалне пратње (дакле, у инструменталном извођењу без вокалне пратње, свирање музике два пута је опционо), али обе станце морају да се певају у вокалним извођењима.
Друга станца се често изоставља када се свира на спортским догађајима, пошто је већина извођења бразилске химне за спортске догађаје инструментална, а не вокална.
У стиховима, помињање реке Ипиранго у уводној линији односи се на поток у близини (и сада део) града Сао Паула где је принц Дом Педро, будући цар Дом Педро од Бразила, прогласио независност Бразила од Португала.
| На португалском језику | На српском језику |
| --- | --- |
| Прва станца | |
| Ouviram do Ipiranga as margens plácidas De um povo heróico o brado retumbante, E o sol da liberdade, em raios fúlgidos, Brilhou no céu da pátria nesse instante. Se o penhor dessa igualdade Conseguimos conquistar com braço forte, Em teu seio, ó liberdade, Desafia o nosso peito a própria morte! Ó Pátria amada, Idolatrada, Salve! Salve! Brasil, um sonho intenso, um raio vívido De amor e de esperança à terra desce, Se em teu formoso céu, risonho e límpido, A imagem do Cruzeiro resplandece. Gigante pela própria natureza, És belo, és forte, impávido colosso, E o teu futuro espelha essa grandeza. Terra adorada, Entre outras mil, És tu, Brasil, Ó Pátria amada! Dos filhos deste solo és mãe gentil, Pátria amada, Brasil!               | Мирне обале Ипиранга су чуле звучни повик херојског народа, И сунце слободе у сјајним зрацима заблиста у том тренутку на отаџбинском небу. Ако је залог ове једнакости успели смо да победимо снажном руком, У недрима твојим, о Слободо, наша прса пркосе самој смрти! О вољена, идолизирана домовино, Здраво! Здраво! Бразил, интензиван сан, живописан зрак љубави и наде што силази на земљу, Ако на твом лепом небу, насмејаном и бистром, слика Јужног Крста сија. Огроман по својој природи, Ти си прелеп, јак, неустрашиви колос, И твоја будућност одражава ту величину. Вољена земља, Међу хиљадама других Ти си, Бразиле, О домовино вољена! Од синова ове земље, ти си љубазна мајка, вољена домовино, Бразил!                                                                   |
| Друга станца | |
| Deitado eternamente em berço esplêndido, Ao som do mar e à luz do céu profundo, Fulguras, ó Brasil, florão da América, Iluminado ao sol do Novo Mundo! Do que a terra, mais garrida, Teus risonhos, lindos campos têm mais flores; "Nossos bosques têm mais vida", "Nossa vida" no teu seio "mais amores." (*) Ó Pátria amada, Idolatrada, Salve! Salve! Brasil, de amor eterno seja símbolo O lábaro que ostentas estrelado, E diga o verde-louro dessa flâmula – "Paz no futuro e glória no passado." Mas, se ergues da justiça a clava forte, Verás que um filho teu não foge à luta, Nem teme, quem te adora, a própria morte. Terra adorada, Entre outras mil, És tu, Brasil, Ó Pátria amada! Dos filhos deste solo és mãe gentil, Pátria amada, Brasil! | Вечно лежећи на сјајној колевци, уз шум мора и под светлошћу дубоког неба, Ти блисташ, Бразиле, крокету Америке, обасјан сунцем Новог Света! Од блиставије земље, твоје насмејане, лепе прерије имају више цвећа; „Наши гајеви имају више живота“, "Наш живот" у твојим недрима "више љубави". '(*) О вољена, идолизована домовино, Здраво! Здраво! Бразил, вечне љубави буди симбол, лабарум са звездицом[lower-alpha 4] који показујеш, И реци ловорово зелено на овој заставици, „Мир у будућности и слава у прошлости“. Али ако подигнеш јак буздован правде, видећеш да твој син не бежи из битке, нити се они који те љубе боје своје смрти. Земљо вољена, Међу хиљадама других јеси ти, Бразиле, О домовино вољена. Од синова ове земље ти си љубазна мајка, вољена домовино, Бразил! |